# ピーター・ゴドフリー＝スミス
ピーター・ゴドフリー＝スミス（Peter Godfrey-Smith, 1965年 - ）は、オーストラリアの科学哲学者、文筆家。現在、シドニー大学科学史・科学哲学教授。 主な研究分野は生物学の哲学と心の哲学だが、科学哲学全般、プラグマティズム（特にジョン・デューイ）、形而上学、ならびに認識論の一部にも関心をもつ。2022年にアメリカ哲学協会に加入した。

## 略歴
1991年にカリフォルニア大学サンディエゴ校でフィリップ・キッチャーの指導の下、哲学の博士号を取得。これまでに、ハーバード大学、スタンフォード大学、オーストラリア国立大学、ニューヨーク市立大学グラデュエイト・センターで教鞭をとってきた。2009年には進化論の哲学的基盤を論じた『Darwinian Populations and Natural Selection』でラカトシュ賞を受賞した。
インテリジェント・デザイン論支持者の議論を批判している。

## 『タコの心身問題』
2016年、ゴドフリー＝スミスは『タコの心身問題』（原題：Other Minds: The Octopus, the Sea, and the Deep Origins of Consciousness）を上梓した。同書は、動物界における感覚、意識、知性の起源を探究するもので、特に哺乳類や鳥類と比較して頭足類においてこれらの性質がどのように進化したかを考察している。

## 著作
- Complexity and the Function of Mind in Nature (1998)
- Theory and Reality: An Introduction to the Philosophy of Science (2003)
- Darwinian Populations and Natural Selection (2009)
- Other Minds: The Octopus, the Sea, and the Deep Origins of Consciousness (2016)
夏目大訳『タコの心身問題：頭足類から考える意識の起源』みすず書房、2018年
- Metazoa: Animal Life and the Birth of the Mind (2020)